# 土合村
土合村（つちあいむら）は、埼玉県北足立郡に存在した村。
「昭和の大合併」期にあたる1955年（昭和30年）1月1日に大久保村と共に東隣の（旧）浦和市に編入合併され、消滅。この編入合併は、当時の中村保治村長が「村内に反対意見はない」と述べるほど円満なものであったという。
当時の村役場は現在の南元宿一丁目付近にあり、JAさいたま土合支店の敷地内に村役場跡の碑が立てられている。

## 地理
埼玉県中央（北足立）地域の南部西寄りにあり、当時の浦和市の西隣、与野町の南西隣にあたる。また、同時に浦和市に編入合併された大久保村の南隣にあたる。村の西側を荒川が南へ流れており、大宮台地に掛かる北東部を除く村のほとんどの地域が沖積平野である。村東側は鴻沼川が南へ流れ、後に西へ向きを変え村を横断、荒川に注いでいる。
2006年（平成18年）現在におけるさいたま市桜区の南元宿、西堀、田島、新開、道場、町谷、栄和、中島、山久保、桜田と、南区の関、鹿手袋、四谷がほぼ旧村域にあたる。このうち桜田と四谷を除く11地区は大字の名を引き継いだものである。一方桜田は西堀、四谷は田島から分かれて設けられた町名であり、それぞれ大字西堀字桜田、大字田島字四谷からとられたものである。
2010年（平成22年）現在、上記の範囲の世帯数は35,632世帯、人口は81,642人である（国勢調査）。

## 歴史
- 7世紀 - この頃までに、旧村域にあたる地域に古墳が築かれる。
- 1871年（明治4年）11月13日 - 第1次府県統合により埼玉県の管轄となる。
- 1872年（明治5年） - 大区小区制の施行により、後の土合村一帯は第22区に属することとなる（当時の埼玉県には大区小区の区別はなかった）。
- 1877年（明治10年）1月29日 - 戸数の少なかった西蓮寺村と千駄村が合併し、栄和村となる。
- 1879年（明治12年）
  - 3月17日 - 郡区町村編制法により成立した北足立郡に属す。郡役所は浦和宿に設置。
  - 3月28日 - 元宿村が同じ北足立郡内にあった本宿村（現北本市）との重複を避け、南元宿村となる。
- 1884年（明治17年） - 連合戸長役場制の施行により、後に土合村を構成する11村中鹿手袋村を除く10村が南元宿村連合に属する（鹿手袋村は白幡村連合）。
- 1889年（明治22年）4月1日 - 町村制施行に平行して南元宿、西堀、関、鹿手袋、田嶋（田島）、新開、道場、与野領町谷、栄和、中嶋（中島）、山窪（山久保）の十一村が合併し、土合村が成立。当初最も戸数・人口の多かった田島村をそのまま新村名として採用する予定だったが、村内の要請により「土合村」となった。この名は十一箇村が合わさったこと（「十一」を組み合わせて「土」）からきたものである[1]。役場を当時の大字西堀に設置した。
- 1920年（大正9年）10月 - 田島ヶ原のサクラソウの自生地、内務省に天然記念物として指定される。
- 1941年（昭和16年） - 与野町との境界変更を実施する[1]。
- 1950年（昭和25年） - 美笹村との境界変更を実施する[1]。
- 1952年（昭和27年）3月 - 田島ヶ原のサクラソウ自生地、国の特別天然記念物に昇格する。
- 1955年（昭和30年）1月1日 - 同郡大久保村と共に浦和市へ編入され、土合村が消滅[2]。大字は浦和市へ継承された。以後「土合地区」と称される。
- 2001年（平成13年）5月1日 - 浦和市と与野市・大宮市との合併によるさいたま市の成立により、旧土合村域もさいたま市となる。
- 2003年（平成15年）4月1日 - さいたま市の政令指定都市移行に伴う区制の施行により、関・鹿手袋が南区に、それ以外の地域が桜区に編入される。

## 教育

### 高等学校
村内に高等学校は存在しなかったが、1961年（昭和36年）に埼玉県立浦和工業高等学校が旧村域内に設置された。

### 中学校
- 土合村立土合中学校

現在のさいたま市立土合中学校。1947年（昭和22年）創立。土合中学校を母体校として生まれた学校には田島中学校がある。

### 小学校
- 土合村立土合小学校

現在のさいたま市立土合小学校。土合小学校を母体校として設置された小学校は、西浦和小学校（学校の位置は旧村域外）、栄和小学校、新開小学校、中島小学校の4校があり、また田島小学校が西浦和小学校を母体に設置されている。